# The Veldt
Singles de Deadmau5
Maths
(2012) Professional Griefers
(2012)
The Veldt est une chanson de house progressive du DJ et compositeur canadien Deadmau5 interprétée par Chris James. Le single sort le 8 mai 2012. La chanson est écrite et composée par Deadmau5.

## Formats et liste de pistes

### Single
| No | Titre                     | Durée |
| -- | ------------------------- | ----- |
| 1. | The Veldt (Radio Edit)    | 2:50  |
| 2. | The Veldt (8 Minute Edit) | 8:40  |

### EP
| No | Titre                              | Durée |
| -- | ---------------------------------- | ----- |
| 1. | The Veldt (Original Mix)           | 11:34 |
| 2. | Failbait (ft. Cypress Hill)        | 4:51  |
| 3. | The Veldt (Freeform Five Remix)    | 3:13  |
| 4. | The Veldt (Tommy Trash Short Edit) | 4:13  |

| 1. | Professional Griefers (Instrumental)                      | 6:24 |
| 2. | Professional Griefers (Radio Edit) (featuring Gerard Way) | 3:02 |
| 3. | The Veldt (Tommy Trash Remix) (featuring Chris James)     | 6:52 |
| 4. | The Veldt (Freeform Five Remix) (featuring Chris James)   | 3:11 |
| 5. | Strobe (Live Version)                                     | 4:56 |

## Classement par pays
| Classement (2012)                           | Meilleure position |
| ------------------------------------------- | ------------------ |
| Canada (Canadian Hot 100)                   | 24                 |
| France (SNEP)                               | 149                |
| Irlande (IRMA)                              | 31                 |
| Pays-Bas (Single Top 100)                   | 63                 |
| Suisse (Schweizer Hitparade)                | 68                 |
| Royaume-Uni (UK Dance Chart)                | 16                 |
| Royaume-Uni (UK Singles Chart)              | 68                 |
| États-Unis Hot Dance Club Songs (Billboard) | 43                 |

## Historique de sortie
| Region                            | Date       | Format                 | Label                    |
| --------------------------------- | ---------- | ---------------------- | ------------------------ |
| Monde (sauf États-Unis et Canada) | 8 mai 2012 | Téléchargement digital | Virgin Records, Mau5trap |
| États-Unis - Canada               | 8 mai 2012 | Téléchargement digital | Ultra Records            |